# دي هافيلاند كندا داش 7
دي هافيلاند كندا داش 7 (بالإنجليزية: de Havilland Canada Dash 7)‏ المعروفة اختصاراً باسم داش 7 (بالإنجليزية: Dash 7)‏، طائرة مخصصة للطيران الإقليمي وليست للمسافات الطويلة. طيرانها الأول كان عام 1975، وتم إنتاجها حتى عام 1988 عندما تم شراء الشركة الأم دي هافيلاند كندا من قبل شركة بوينغ، وبيعت لاحقاً لبومباردييه.

## وصلات خارجية
- The Dash 7 Homepage
- de Havilland DHC-7 Dash-7